# Mondra
Mondra, nombre artístico de Martín Mondragón (Recesende, 2000), es un cantante y bailarín español. Su música, de carácter reivindicativa, defiende el galleguismo, la diversidad sexual y la identidad rural.

## Carrera artística
Comenzó su carrera profesional en la compañía de danza de Fran Sieira, formando todavía parte de su elenco artístico. Mondra también tiene formación en piano y pandereta. Trabaja como profesor de pandereta y danza tradicional gallega en varias asociaciones culturales. En septiembre de 2023, lanzó su primer álbum de estudio, ARDĒN, en el que combina música tradicional con un sonido contemporáneo, un estilo que se ha denominado trad. En 2025 lanzó De ronda, once canciones con producción de Hevi en Laboratorio Soyuz.
En la temporada 2024-2025 participó como jurado en el programa Luar de TVG.
En julio de 2024, durante las celebraciones del Orgullo LGBT, estrenó el sencillo Marimondra, cantado en gallego y con el que visibiliza diferentes realidades de la diversidad sexual. En el videoclip, que acompañó la canción usa lenguaje de signos, también aparece Mónica de Nut, quien le acompaña.
En abril de 2025 publicó junto al cantante castellano Dulzaro «Un labradorito». Acompañada de un videoclip, la canción, parte del álbum Ícaro de Dulzaro, muestra la visibilidad queer en el ámbito rural con ritmo de charro salmantino. El video musical fue grabado en Hoyales de Roa y fue dirigido por Alicia del Río. Al mes siguiente, presentó su segundo álbum, De ronda.

## Premios
Su canción Quererse ben fue ganadora de mejor canción del año 2024 en los premios aRi(t)mar.
Su álbum ARDĒN obtuvo el Premio Martín Códax en la categoría Electrónica.

## Discografía

### Álbumes
| Año  | Álbum    | Sello     |
| ---- | -------- | --------- |
| 2023 | ARDĒN    | Altafonte |
| 2025 | De ronda | Altafonte |

## Sencillos
- «Marimondra» (2024)
- «Un labradorito» (2025, junto a Dulzaro)